# Bay of Islands
Die Bay of Islands ist eine große Bucht im Norden der Nordinsel von Neuseeland. Das Gewässer ist mit seinen Küstenabschnitten ein beliebtes Urlaubsziel in Neuseeland und kulturhistorisch von Bedeutung.

## Geographie
Die Bucht befindet sich rund 60 km nördlich von Whangārei an der Ostküste der Northland Peninsula. Sie erstreckt sich rund 20 km in das Landesinnere hinein und wird von zahlreichen kleineren Buchten und Meeresarmen und Inlets flankiert, wie zum Beispiel dem Waikare Inlet und dem Te Rawhiti Inlet im Süden sowie dem Kerikeri Inlet und dem Te Puna Inlet im Westen und Nordwesten. Die Orte Russell, Paihia, Waitangi und Kerikeri, liegen an der Bucht oder an den angrenzenden Meeresarmen.
Administrativ zählt die Bay of Islands zum Far North District der Region Northland.

## Geschichte
Der erste Europäer, der die Bay of Islands besuchte, war der britische Seefahrer und Entdecker, Kapitän James Cook im Jahre 1769, der der Bucht ihren heutigen Namen verlieh. An den Küsten der Bucht ließen sich die ersten europäischen Siedler nieder. Während Walfänger bereits seit dem Ende des 18. Jahrhunderts in den Siedlungen der Bucht lebten, zogen 1814 die ersten Missionare in das Gebiet. Im Jahr 1815 wurde in der Oihi Bay mit Thomas King das erste neuseeländische Kind europäischer Herkunft geboren.
Am 6. Februar 1840 wurde in Waitangi in der Bay of Island der Vertrag von Waitangi zwischen der britischen Krone und Chiefs der Māori erstunterzeichnet. Er ist die älteste Verfassungsurkunde Neuseelands. Okiato auf der Russell Seite der Bay of Islands wurde daraufhin kurzzeitig zur ersten Hauptstadt des Landes.
Die Grabstätte des österreichischen Künstlers Friedensreich Hundertwasser befindet sich auf dessen Anwesen in Kaurinui in der Bay of Islands.

## Flora und Fauna
Die Inseln der Bay of Islands dienen als Zuflucht für einheimische bedrohte Arten. Sie werden von invasiven Arten freigehalten.